# Zespół Hermanskiego-Pudlaka
Zespół Hermanskiego i Pudlaka (ang. Hermansky-Pudlak syndrome, HPS, albinism with hemorrhagic diathesis and pigmented reticuloendothelial cells, delta storage pool disease) – rzadki, genetycznie uwarunkowany zespół, objawiający się klinicznie wydłużeniem czasu krwawienia i albinizmem oczno-skórnym. Dziedziczenie choroby jest autosomalne recesywne. W płytkach krwi stwierdza się brak ziarnistości δ. Chorobę opisali czescy interniści František Heřmanský i Pavel Pudlák w 1959 roku. Poznano przynajmniej osiem loci genowych, których mutacje objawiają się klinicznie jako zespół Heřmanskiego i Pudláka.